# Horror psicologico
L'horror psicologico è un sottogenere della narrativa horror basato sulle paure dei personaggi, l'instabilità emotiva e i disturbi mentali per creare tensione.
Viene usato tipicamente con personaggi dal passato oscuro, il quale viene spesso reincarnato nelle minacce che dovranno affrontare, per esempio avendo un protagonista seguito da un misterioso stalker in una strada di notte. Così, l'horror psicologico si concentra sull'interpretare la mente del protagonista. Tratti come le sensazioni emotive, il tipo di personalità e così via diventano importanti quando il personaggio si trova ad affrontare situazioni perverse, che spesso coinvolgono atti immorali, inumani e cospirazioni.
L'horror psicologico mira ad attaccare il senso di sicurezza delle persone che stanno vivendo l'esperienza, spesso non dando la chiara idea di cosa sia reale o immaginario.
L'horror psicologico intende creare anche disagio esponendo vulnerabilità e paure universali, come le parti oscure della psiche umana che la maggior parte delle persone reprimono o negano.
Esempi di horror psicologico includono videogiochi come Alan Wake, Doki Doki Literature Club!, The Coffin of Andy and Leyley e F.E.A.R. così come il film Il silenzio degli innocenti.

## Nei film
I film di genere horror psicologico differiscono dai tradizionali film horror, dove la fonte della paura è tipicamente qualcosa di materiale, come una creatura, un mostro o un alieno. 
La tensione viene creata attraverso l'atmosfera, suoni inquietanti e le paure del personaggio e non necessariamente sfociano nel sovrannaturale.
Film come The Black Cat (1934) e Il bacio della pantera (1942) sono considerati tra i primi esponenti di questo genere.
Roman Polanski diresse due film che sono considerati la quintessenza dell'horror psicologico: Repulsione (1965) e Rosemary's Baby - Nastro rosso a New York (1968). Il film di Stanley Kubrick Shining è un altro particolare esempio conosciuto del genere. Il regista Darren Aronofsky è divenuto famoso grazie ai suoi film in stile horror psicologico, considerati tra i migliori del cinema contemporaneo, tra i quali spiccano Requiem for a Dream e Il cigno nero.
Gli horror Giapponesi, conosciuti come J-Horror, sono noti per essere generalmente di natura horror psicologico. Noti esempi sono le saghe di Ring e Ju-on.
Un'altra categoria influente sono i film horror coreani, comunemente indicati come "K-Horror". Esempi noti sono i film Two Sisters (2003), Hansel and Gretel (2007) e Whispering Corridors (1998).

## Nei videogiochi
Per via della componente profondamente interattiva dei videogiochi, l'horror psicologico è il sottogenere più comune, nei videogiochi di genere horror. Ciò nonostante sono nate delle serie che usano l'horror psicologico come forma principale per creare paura. L'esempio più noto è la saga di Silent Hill. Altri videogiochi horror psicologici includono 428: Shibuya Scramble, Alan Wake, Alien: Isolation, Amnesia: The Dark Descent, Anna, Cry of Fear, The Evil Within, Eternal Darkness: Sanity's Requiem, Condemned: Criminal Origins, Cryostasis: Il Sonno della Ragione, Yume Nikki, Deadly Premonition, Doom 3, F.E.A.R., le serie di Forbidden Siren e Project Zero, Layers of Fear, Manhunt, Outlast,, Omori, Slender: The Eight Pages ed il sequel Slender: The Arrival.